# Johannes Schulz
Johannes Schulz, vaak ook Johann Schulz (Völklingen, 3 april 1884 -  concentratiekamp Dachau, 19 augustus 1942), was een Duitse priester in het bisdom Trier. Tijdens de nationaalsocialistische dictatuur werd de priester door het regime vervolgd en als slachtoffer van de willekeur van het regime vastgezet in de kampen Buchenwald, Sachsenhausen en ten slotte in het priesterblok van het kamp Dachau, waar hij op 19 augustus 1942 stierf.

## Leven en werk
Johannes Schulz werd in het Saarlandse Völklingen als zoon van de spoorwegambtenaar Conrad Schulz en zijn vrouw Louise Schwartz geboren. Hij bezocht het gymnasium in Trier respectievelijk Saarbrücken en vervolgens het priesterseminarie te Trier. Op 12 augustus 1911 werd Schulz door bisschop Michael Felix Korum tot priester gewijd. Hij kreeg eerst een aanstelling als kapelaan in de Drievuldigheid- en Mariakerk te Lebach en daarna in de Maria-Visitatiekerk te Wadgassen. Bij het uitbreken van de Eerste Wereldoorlog ging Schulz in dienst en werd hij in 1917 priester bij de 255e Infanteriedivisie van het Koninklijke Pruisische leger. Schulz werd met het IJzeren Kruis van de 2e klasse onderscheiden. Na de afloop van de oorlog werkte Schulz tot 1919 als kapelaan in de Sint-Petruskerk te Bous (Saar). Hij werkte vanaf 1919 tot 1935 als pastoor in de Sint-Jozefkerk te Derlen, waar hij de machtsgreep van de nationaalsocialisten meemaakte. Net als in zijn volgende aanstelling in de Arnolfusparochie te Nickenich stond hij ook hier al bekend als een actief tegenstander van deze nieuwe ideologie. Daarnaast was hij vanaf 1939 definitor van het dekanaat Andernach.
Op de namiddag van 27 mei 1940 zaten Schulz en zijn confrater Josef Zilliken uit het naburige Wassenach op het terras van het restaurant Waldfrieden in de buurt van Maria Laach. Toen daar plotseling rijksmaarschalk Hermann Göring met zijn gevolg een bezoek aan het restaurant brachten, stonden alle aanwezigen direct op om de belangrijke gast de Hitlergroet te brengen. De beide priesters bleven echter rustig zitten en negeerden Göring verder alsof er niets aan de hand was. Nog dezelfde avond werden de beide priesters opgepakt. In juni en juli 1940 verbleven ze in Buchenwald en tussen augustus en december van dat jaar in Sachsenhausen. Eind 1940 werden ze overgeplaatst naar het priesterblok van het concentratiekamp Dachau. Hier werden de beide geestelijken gedwongen om voortdurend met gestrekte arm langs een stok met daarop een oude hoed van Göring te marcheren. Andere pesterijen hielden in dat ze ontelbare keren op een bord "Jeder Deutsche ist verpflichtet, den Reichsmarschall zu grüßen" moesten opschrijven.
Vanaf het voorjaar 1942 moest Schulz totdat hij erbij neerviel in een naburig veengebied werken. Op 5 augustus 1942 kwam hij in de ziekenbarak van het kamp, waar volgens een medegevangene de beide benen van de priester werden geamputeerd. Als gevolg van de zware dwangarbeid, de honger en de mishandelingen stierf de sterk verzwakte priester op 19 augustus 1942. Zijn laatste woorden waren: "Ik sterf voor mijn parochie, zodat allen worden gered voor de eeuwigheid". Zijn medebroeder Josef Zilliken stierf in het najaar van 1942 eveneens in gevangenschap.

## Overlijden en nagedachtenis
Op 28 augustus 1942 vond in Nickenich een requiem voor Schulz plaats, dat dankzij de deelname van zeer veel geestelijken uit de verre omtrek een demonstratie werd tegen het nazisme. De burgemeester van Nickenich stond de bijzetting van de urn van de gecremeerde priester op de gemeentelijke begraafplaats evenwel niet toe, zodat de urn in 1943 in Saarbrücken werd bijgezet.
In 1949 richtten katholieke jongeren in Elm-Derlen (voorlaatste standplaats van de priester) een herdenkingssteen op voor de priester. Daarna werd in 1954 een herdenkingsplaquette aan de Sint-Arnulfuskerk van Nickenich (laatste standplaats van Schulz) bevestigd, gevolgd door een herdenkingsplaquette bij het priestergraf in Elm-Derlen. In 2003 werd in Elm-Derlen een herdenkingsplek ingericht en een locatie naar de priester vernoemd. Bisschop Reinhard Marx plaatste de urn ten slotte op 7 maart 2004 in het priestergraf van de gemeente Elm-Derlen.
De namen van beide priesters werden als geloofsgetuigen in het Duitse Martyrologium van de 20e eeuw opgenomen.
Nog lang bestond er twijfel of de arrestatie van de beide priesters wel werkelijk in opdracht van Göring zelf had plaatsgevonden. Men liet de mogelijkheid open dat het onbeduidende voorval op het terras van Waldfrieden ook een welkome kapstok voor lokale partijfunctionarissen zou kunnen zijn geweest om zich zo van deze lastige priesters te kunnen ontdoen, tenslotte was het tussen de plaatselijke nationaalsocialisten en de beide priesters herhaaldelijk tot oplopende spanningen en geschillen gekomen. Meer dan 60 jaar bleven de vragen onbeantwoord, totdat de verhoorprotocollen van de Russische geheime dienst toegankelijk werden. Tijdens de gevangenschap van Hitlers persoonlijke adjudant Otto Günsche en zijn bediende Heinz Linge werden de uitspraken vastgelegd in protocollen. Decennialang bleven deze protocollen gesloten, maar na de vrijgave werden ze ook in het Duits vertaald. In een passage wordt bericht over een ontmoeting tussen Hitler en Göring in juni 1940, waarbij Hitler zich na de terugkeer van een frontbezoek in Frankrijk met verachting over de Engelsen uitlaat. De passage gaat dan verder met: 

Ook Göring was in opperbeste stemming. Tijdens het wachten op de auto vertelde hij Hitler over zijn laatste "avontuur". Enkele dagen tevoren had hij een gelegenheid aan de Rijn bezocht. Alle gasten waren opgestaan, maar twee katholieke priesters niet. "Die hebben het echter geweten, ik heb ze naar het concentratiekamp gestuurd", zei Göring lachend. En ik heb bevolen om daar een stang met een oude pet van mij op te stellen. Nu mogen ze elke dag daaraan voorbijmarcheren om er te oefenen in de nationaalsocialistische groet.
— Uit het NKVD-protocol, vertaald citaat volgens de bronvermelding op de website van de parochie Nickenich.

Op de plek waar de aanleiding werd gevonden voor de arrestatie van de priesters, het restaurant Waldfrieden, werd in de zomer van 2010 een herdenkingsplaquette aangebracht. Het werd door de bisschoppen Felix Genn en Stephan Ackermann onthuld. Bisschop Genn stamt oorspronkelijk uit Wassenach, waar Josef Zilliken voor het laatst diende en bisschop Ackermann groeide op in Nickenich, de plaats waar Johannes Schulz voor het laatst diende.